# Terhathum

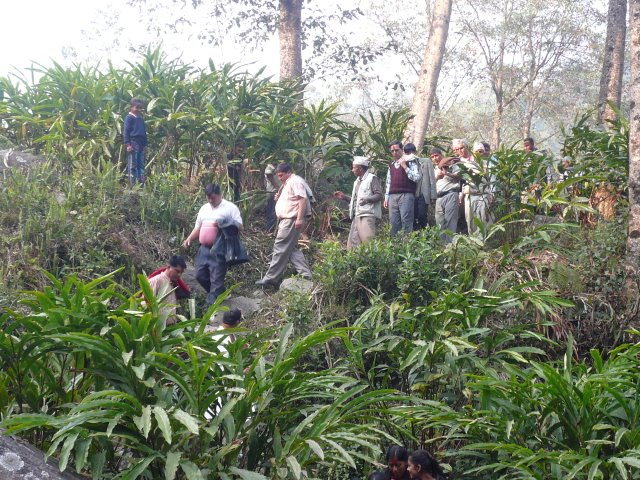
Schwarzer Kardamom (Amomum) ist ein wichtiges Anbauprodukt in Terhathum

Der Distrikt Terhathum (auch Tehrathum; Nepali तेह्रथुम जिल्ला) ist ein Distrikt in Nepal und gehört seit der Verfassung von 2015 zur Provinz Koshi.
Der Fluss Tamor bildet die östliche und südliche Distriktgrenze.
Der Distrikt hatte bei der Volkszählung 2001 113.111 Einwohner.
Der Name bedeutet „Dreizehn Burgen“, die es im Gebiet der Limbu, dem im Distrikt ansässigen Volk, gegeben haben soll.

## Verwaltungsgliederung
Städte (Munizipalitäten) im Distrikt Terhatum:
- Laligurans
- Myanglung

Gaunpalikas (Landgemeinden):
- Aathrai
- Chhathar
- Phedap
- Menchayayem